# Kolpotocheirodon figueiredoi
Kolpotocheirodon figueiredoi är en fiskart som beskrevs av Malabarba, Lima och Weitzman 2004. Kolpotocheirodon figueiredoi ingår i släktet Kolpotocheirodon och familjen Characidae. Inga underarter finns listade i Catalogue of Life.